# Типпельскирх, Курт фон
Ку́рт фон Ти́ппельскирх (нем. Kurt von Tippelskirch; 9 октября 1891 — 10 мая 1957) — генерал пехоты вермахта, затем военный историк.

## Карьера
С марта 1910 года — на военной службе (после окончания кадетского училища). С марта 1911 года — лейтенант в гвардейском гренадерском полку.
В сентябре 1914 года в звании лейтенанта раненным попал в плен к французам. Всю Первую мировую войну провёл в плену, был освобождён в 1919 году. После освобождения в сентябре 1919 года получил звание капитана, продолжил службу в рейхсвере.
С апреля 1938 года — генерал-майор. С октября 1938 года — начальник отдела Генерального штаба. В ноябре 1938 года назначен начальником разведывательного управления генерального штаба сухопутных сил. С июня 1940 года — генерал-лейтенант.
С 5 января 1941 по 5 июня 1942 года — командир 30-й пехотной дивизии, участвующей с 22 июня 1941 года в боях на Восточном фронте в составе Группы армий «Север».

23 ноября 1941 года — награждён Рыцарским крестом. 27 августа 1942 года присвоено звание генерала пехоты.
С 27 августа 1942 года — советник при командовании 8-й итальянской армии на Дону, с декабря 1942 года — фактически командующий армией.
С 18 февраля 1943 года по 4 июня 1944 года — командир 12-го армейского корпуса группы армий «Центр». В июне-июле 1944 года исполнял обязанности командующего 4-й армией. 18 июля был тяжело ранен в результате авиакатастрофы. 30 июля 1944 года — награждён Дубовыми листьями к Рыцарскому кресту.
С 31 октября 1944 по 22 февраля 1945 года — на Западном фронте — командующий 1-й армией в Лотарингии, а затем — 14-й армии в Италии.
27 апреля 1945 года назначен командующим 21-й армией на Восточном фронте (в Мекленбурге). Спустя два дня, 29 апреля 1945 года, назначен приказом генерал-фельдмаршала Кейтеля командовать группой армий «Висла». Однако вскоре он попытался вступить переговоры с западными союзниками и в ходе этого в Людвигслюсте 2 мая 1945 года сдался американским войскам, но затем был передан ими британцам и находился в плену до января 1948 года.
Автор книг «История Второй мировой войны» и «Итоги Второй мировой войны» (с соавторами).

## Награды
- Железный крест 2-го класса (18 ноября 1914) (Королевство Пруссия)
- Железный крест 1-го класса (20 декабря 1919)
- Нагрудный знак «За ранение» (1918) чёрный
- Почётный крест Первой мировой войны 1914/1918 с мечами
- Медаль «В память 13 марта 1938 года»
- Медаль «В память 1 октября 1938 года»
- Пряжка к Железному кресту 2-го класса (30 сентября 1939)
- Пряжка к Железному кресту 1-го класса (31 мая 1940)
- Медаль «За зимнюю кампанию на Востоке 1941/42»
- Рыцарский крест Железного креста с дубовыми листьями
  - рыцарский крест (23 ноября 1941)
  - дубовые листья (№ 539) (30 июля 1944)
- Упоминание в Вермахтберихт (3 апреля 1944)

## Публикации
- Курт фон Типпельскирх. [militera.lib.ru/h/tippelskirch История Второй мировой войны]
- К. Типпельскирх, А. Кессельринг, Г. Гудериан и др. Итоги Второй мировой войны. — М.: АСТ, 2002. — ISBN 5-89173-021-9